# Cottoperca
Cottoperca is een geslacht van straalvinnige vissen uit de familie van ijsvissen (Bovichtidae).

## Soorten
- Cottoperca gobio (Günther, 1861)
- Cottoperca trigloides (Forster, 1801)